# Platygyriella fragilifolia
Platygyriella fragilifolia là một loài Rêu trong họ Hypnaceae. Loài này được (Dixon) W.R. Buck miêu tả khoa học đầu tiên năm 1984.